# Давыдов, Александр Степанович
Алекса́ндр Степа́нович Давы́дов (21 января 1945, Черкесск — 9 февраля 2019, там же) — советский и российский тренер по боксу. Тренер-преподаватель Школы высшего спортивного мастерства Карачаево-Черкесской республики, личный тренер бронзового призёра Олимпийских игр Мурата Храчева. Заслуженный тренер России (2001).

## Биография
Александр Давыдов родился 21 января 1945 года в городе Черкесске, Карачаево-Черкесия. В детстве серьёзно занимался лёгкой атлетикой, играл в футбол, в возрасте двенадцати лет решил перейти в бокс. Успешно выступал на соревнованиях, в 1971 году выполнил норматив мастера спорта СССР, но вынужден был уйти из бокса из-за травмы.
Имеет высшее образование, окончил Черкесский государственный медицинский институт.
После завершения спортивной карьеры начиная с 1972 года работал тренером в Школе высшего спортивного мастерства Карачаево-Черкесской Республики, занимал должность старшего тренера по боксу.
За долгие годы тренерской деятельности подготовил многих талантливых боксёров, добившихся успеха на международной арене. Самым известным его учеником является — заслуженный мастер спорта Мурат Храчев, бронзовый призёр летних Олимпийских игр в Афинах, обладатель Кубка мира, двукратный чемпион России. Также его воспитанниками являются Фарид Алешкин , Ислам Текеев,  двукратный бронзовый призёр чемпионатов России. За выдающиеся достижения на тренерском поприще в 2001 году Александр Давыдов был удостоен почётного звания «Заслуженный тренер России».
Заслуженный работник физической культуры Карачаево-Черкесской Республики (2015).
Умер 9 февраля 2019 года в Черкесске в возрасте 74 лет.